# Kabeli (Lääne-Nigula)
Kabeli is een plaats in de Estlandse gemeente Lääne-Nigula, provincie Läänemaa. De plaats heeft de status van dorp (Estisch: küla).
Tot in oktober 2017 viel Kabeli onder de gemeente Martna. In die maand werd Martna bij de fusiegemeente Lääne-Nigula gevoegd.

## Bevolking
Het dorp had 14 inwoners op 31 december 2011 en 16 inwoners op 31 december 2021.

## Ligging
De Tugimaantee 31, de secundaire weg van Haapsalu naar Laiküla, komt door Kabeli. De beek Kiisaoja, die in het zudelijke buurdorp Rõude uitkomt op de rivier Kasari, vormt de grens met het oostelijke buurdorp Soo-otsa.

## Geschiedenis
Kabeli werd pas In 1922 genoemd als afzonderlijk dorp. Voor die tijd viel het onder het dorp Klein-Ruhde (Estisch: Väike-Rõude), dat tot in 1919 op het gelijknamige landgoed lag. Väike-Rõude valt sinds 1977 onder het dorp Rõude. Kabeli ligt tegen de helling van de heuvel Kabelimäe, vermoedelijk vernoemd naar een kapel die hier ooit heeft gestaan (het Estische kabel betekent kapel). Een kaart uit 1684 maakt inderdaad melding van een kapel op deze plaats.